# Abeja africanizada
Las abejas africanizadas (comúnmente llamadas abejas asesinas o incorrectamente abejas africanas) son híbridos procedentes del cruzamiento de la subespecie natural africana Apis mellifera scutellata con abejas domésticas pertenecientes a varias subespecies de A. mellifera, como Apis mellifera mellifera, Apis mellifera iberica y posiblemente otras.
La particularidad de estos híbridos es su acentuado comportamiento defensivo, describiéndose como muy agresivos ante molestias. Atacan en cantidad, muy velozmente y siguen a su víctima hasta a cuatrocientos metros de su colmena o enjambre. Este comportamiento ha provocado la muerte de alrededor de mil personas en Estados Unidos, al infligir diez veces más picaduras que las abejas comunes.

## Historia

Mapa que muestra el crecimiento de la extensión de la abeja africanizada en los Estados Unidos entre los años 1990 y 2003.

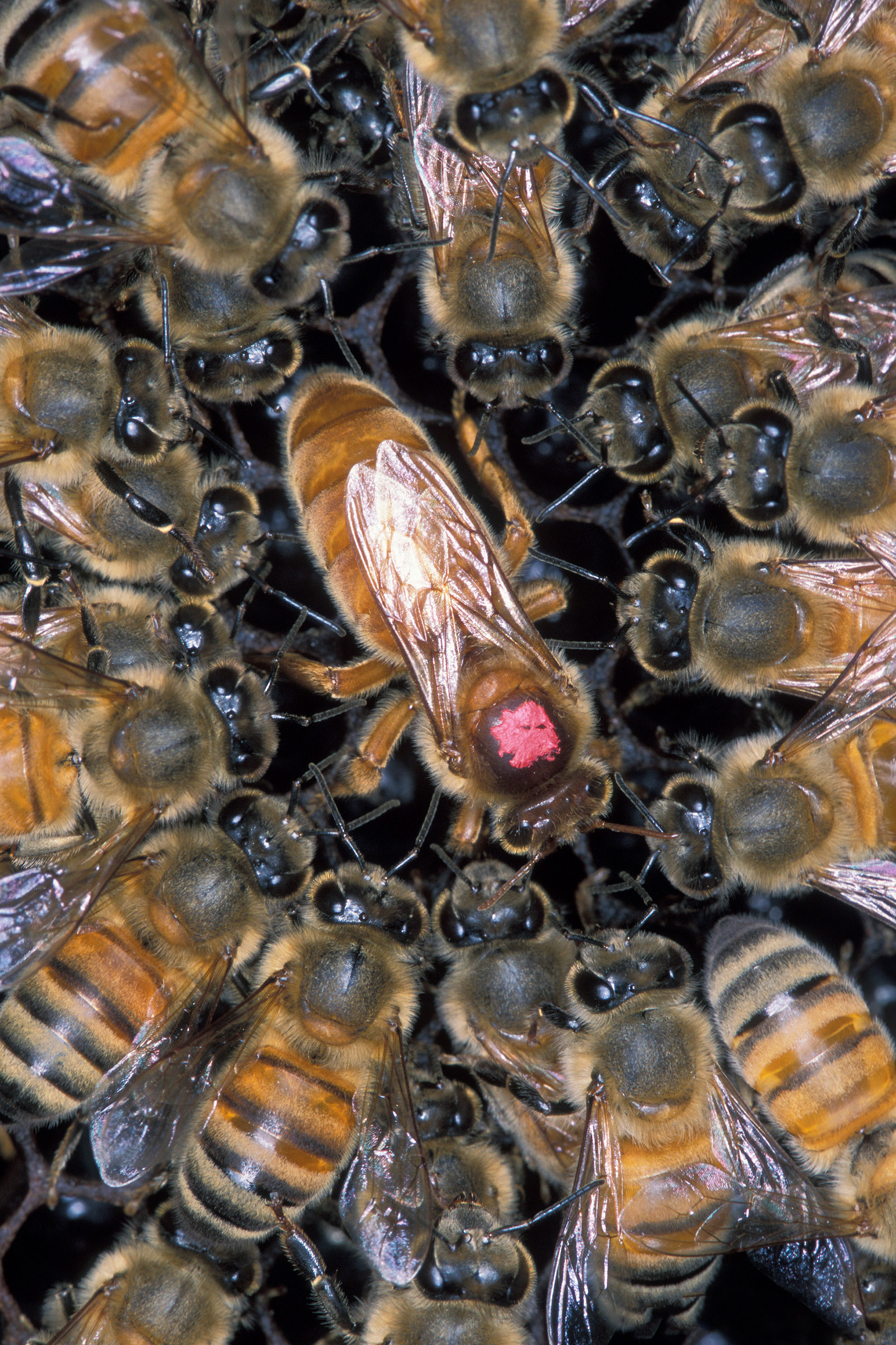
Abejas africanas.

Con el propósito de incrementar la cosecha de miel en Brasil, se introdujeron en 1956 cerca de São Paulo, cuarenta y siete abejas reinas de Apis mellifera scutellata originarias de Tanzania; a fin de desarrollar un programa de mejora genética a cargo de Warwick Kerr. Accidentalmente, algunas de estas abejas escaparon y se hibridaron con abejas domésticas. A partir de ese momento, se expandieron por todo el continente de manera constante. Avanzaron entre 150 y 300 km por año, llegando a América Central, México, y luego a los Estados Unidos en 1985, a los estados de Nuevo México, Nevada, Texas, Arizona y California.

## Picaduras
El veneno está formado por una mezcla compleja: fosfolípido; hialorunidasa; melitina; fosfatasa ácida; alérgeno C; además de histidina, histamina y otros componentes menores. 
La gravedad del envenenamiento depende de la sensibilidad individual y del número de picaduras infligidas. Así, en un sujeto hipersensible puede ocurrir la muerte con una sola picadura como resultado de choque anafiláctico. Ha habido supervivientes de quinientas picaduras. El veneno causa reacciones alérgicas y efectos tóxicos.
- Tratamiento: Control del dolor con aspirina y otros analgésicos, compresas frías y extracción cuidadosa de los aguijones para no exprimir la bolsa venenífera, lo que podría aumentar el daño; para el caso se usa una tarjeta de cartón o plástico para retirar el aguijón sin tocar la bolsa. Dada la emergencia son útiles los antihistamínicos y corticosteroides por vía intravenosa. El uso de epinefrina es necesario en los casos severos de choque anafiláctico. De acuerdo a la evolución el paciente puede requerir de apoyo vital avanzado.

## Productividad[5]
Hay autores que han comparado estas abejas con razas europeas describiéndolas como más productivas en kilos de miel, otros concluyeron en sus trabajos que son menos productivas y otros no encontraron diferencias, no existiendo unanimidad en este criterio. Algunos creen que la africanización trae aparejada una disminución en la producción de miel por dos motivos:
- Esta abeja híbrida en zonas tropicales acentúa su ritmo de reproducción (enjambrazón) tendiendo a una selección r más que las razas europeas de Apis mellifera que prácticamente se comportan con selección K. Mientras una abeja europea como Apis mellifera ligustica o Apis mellifera carnica puede producir de uno a tres enjambres, los híbridos africanizados llegan a producir nueve o más enjambres por año.
- Se cree que muchos apicultores abandonan la actividad a causa de la agresividad de estas abejas.

## Diagnóstico
A simple vista es difícil diferenciar estas abejas de las europeas. Es necesario un diagnóstico en laboratorio. Se utilizan métodos morfométricos en laboratorio, lográndose un diagnóstico correcto de las colmenas africanizadas, pero no son lo suficientemente sensibles para determinar las abejas híbridas.

## Particularidades
En Brasil, las abejas africanizadas son tan fieras que ocupan las colmenas de las abejas europeas. La reina del enjambre de abejas africanizadas espera fuera mientras sus obreras se infiltran en la colmena llevando comida. Se trata de una especie de táctica para localizar a la abeja reina de la otra raza y matarla, para que la nueva pueda tomar el relevo y apoderarse de toda la colmena.
En África, el Asesino de la miel es el enemigo natural de las abejas y el hombre (que no siempre ha practicado la apicultura), tenían la tendencia a matar a todas las abejas de una colmena para recolectar la miel. Esto significaba que sólo sobrevivían las especies de abejas africanas más agresivas (las que podían neutralizar la amenaza y salvar a su reina). Esta agresividad característica ha permanecido casi inalterada en las abejas africanizadas, a pesar de los intentos de domesticarlas hibridándolas con abejas de temperamento más dócil.